# Jaborosa kurtzii
Jaborosa kurtzii är en potatisväxtart som beskrevs av A.T. Hunziker och G. Barboza. Jaborosa kurtzii ingår i släktet Jaborosa och familjen potatisväxter. Inga underarter finns listade i Catalogue of Life.